# Барлаам, Симоне
Симоне Барлаам (англ. Simone Barlaam; род. 12 июля 2000, Милан) ― итальянский пловец-паралимпиец. Семикратный чемпион мира. Чемпион Паралимпийских игр в Токио.

## Биография
Родился 12 июля 2000 года в городе Милан, Италия.
Родился с тазобедренным суставом и врожденной гипоплазией правой бедренной кости. Её порок развития усугубляется переломом бедренной кости, который произошел в утробе матери, когда врачи попытались перевернуть новорожденного, который оказался в тазовом предлежании, чтобы избежать кесарева сечения. В детстве он перенес тринадцать операций по исправлению правой ноги.
В пятилетнем возрасте заболел остеомиелитом во время операции по удлинению конечностей, тяжелая инфекция костей. В последующие месяцы конечность была несколько раз переломана из-за инфекции, которая сильно ослабила кость и грозила потерять ногу. Барлаам лечился во Франции, в детской больнице Сен-Винсент-де-Поль в Париже, сначала у профессора Рафаэля Серинджема, а затем у профессора Филиппа Викарта.
Инфекция костей была вылечена благодаря длительному лечению антибиотиками, которое длилось один год и включало ежедневный прием 12 препаратов в день. Постепенно он снова начал ходить. И плавание за эти долгие годы болезни было единственным видом спорта, которым он мог поддерживать мышечный тонус, в безопасности без риска переломов, потому что практикуется в воде с разгрузкой.
В 2007 году он начал плавать в муниципальном бассейне Мадженты, в детской школе плавания. Через два года он переключился на соревновательный спорт и участвовал в первых гонках. Положение правой конечности стабилизировалось, и по согласованию с врачами было решено больше не оперировать бедренную кость, пытаясь её удлинить, а попытаться улучшить автономность с помощью протеза.

## Плавательная карьера
Барлаам начал заниматься паралимпийским плаванием, когда ему было пятнадцать лет и выиграл свои первые медали на чемпионате мира по паралимпийскому плаванию в 2017 году в Мехико. Плавает и тренируется с другими физически здоровыми пловцами.
Первый большой успех на международной арене ему пришел в 2017 году на чемпионате мира в Мехико. Тогда он стал чемпионом в заплыве на 50 м вольный стиль S9.
На этом же первенстве выиграл золото в заплыве на 100 м вольный стиль S9.
Через два года на чемпионате мира в Лондоне Симоне завоевал пять золотых медалей. На чемпионатах Европы он четыре раза становился победителем.
На Паралимпийских играх 2020 в Токио Симоне Барлаам стал чемпионом в заплыве на 50 м вольный стиль S9. И завоевал ещё две серебряные медали в заплывах на 100 м баттерфляй S9 и в эстафете 4×100 м вольным стилем.